# Boulevard de la Beaujoire
Le boulevard de la Beaujoire est une importante artère de Nantes, en France.

## Situation et accès
Située dans le quartier Nantes Erdre, cette artère, d'une longueur de près de 1,7 kilomètre, est constituée de deux tronçons : le premier de 1,4 kilomètre part de la route de Saint-Joseph et aboutit rue du Moulin-de-la-Garde ; le second, perpendiculaire au premier, long de 300 mètres, rejoint la route de Paris. Ce boulevard ouvert à la circulation automobile est formé de deux fois 2 voies asphaltées et séparées par un terre-plein central.

## Origine du nom
Le nom vient du fait qu'elle dessert le quartier de la Beaujoire.

## Historique
L'aménagement de cette artère est relativement récent puisqu'elle date des années 1970 pour faciliter l'accès du nouveau parc des expositions de la Beaujoire, inauguré en 1969.
Le boulevard favorise aussi une urbanisation du secteur environnant où se mêlent immeubles d'habitations collectives, bâtiments commerciaux et industriels (centre commercial Carrefour), équipements publics.
La démolition de la cité ouvrière de la Baratte (créé en 1920 pour loger les ouvriers de l'usine Batignolles-Châtillon toute proche, et qui était à l'abandon dès 1974) permet la construction du stade de la Beaujoire, inauguré en 1984.
En 1990, la ligne 1 du tramway, mise en service cinq ans plus tôt, est prolongée pour desservir le quartier ; une station terminus, baptisée Beaujoire, est aménagée à l'extrémité ouest du boulevard.
Durant les années 1990, le côté sud-ouest du boulevard (au no 55) accueille la nouvelle église Saint-Georges des Batignolles qui remplace l'ancien lieu de culte homonyme se trouvant non loin de là, mais qui était fermée pour des raisons de sécurité car ce bâtiment, situé près du boulevard périphérique, menaçait de s'effondrer.
En 2005, à proximité du lieu de culte catholique, l'église orthodoxe Saint-Basile-de-Césarée-et-Saint-Alexis-d'Ugine est édifiée entièrement en bois, dans le style des églises russes.
L'église protestante évangélique de la Beaujoire vient rejoindre sur le même site les deux autres lieux de culte en 2014.

## Rues secondaires environnantes

### Rue du Moulin-de-la-Garde
Localisation : 47° 15′ 41″ N, 1° 30′ 31″ O
Située dans le prolongement est du tronçon principal du boulevard, cette artère, de 900 mètres de longueur, traverse une zone essentiellement industrielle et permet de rejoindre la rue de la Mainguais qui la prolonge.